# Versification russe
L'histoire de la versification russe est relativement courte, et les premiers œuvres en vers se rattachant à la littérature russe datent de la seconde moitié du XVIIe siècle. Elle a fait appel successivement à trois types de vers, le vers syllabique, le vers syllabo-tonique, et le vers tonique, qui coexistent encore actuellement.
À côté de la poésie savante s'est aussi développée un poésie populaire, faite de poèmes épiques et de chansons. Sa structure rythmique, qui repose sur des groupes accentuels, la rapproche du vers tonique.

## Vers syllabique

### Historique
Les premières formes de poésie savante que l'on puisse rattacher à la littérature russe remontent au XIe siècle. Elles utilisent le vieux slave d'église, et sont caractérisées par un nombre fixe de syllabes. Elles disparaissent rapidement, la poésie est absente de la littérature du Moyen Âge, et le vers ne réapparaît qu'au début du XVIIe siècle. Ces vers se caractérisent uniquement par le recours à la rime, toujours plate, sans que le nombre des syllabes ne soit fixe. Cette forme semble être un emprunt à la poésie ukrainienne.
Les vers syllabiques apparaissent vers le milieu du XVIIe siècle. Leur origine est polonaise. Ces vers se caractérisent par un nombre de syllabes fixes, une césure et une rime obligatoirement féminine, c'est-à-dire où l'accent tombe sur l'avant dernière syllabe. La distribution des accents n'y joue sinon aucun rôle, et l'accent est affaibli lors de la lecture des vers, faite à une cadence monotone. Elle est écrite en slavon d'église. Cette forme poétique ne survit que jusqu'au 1er tiers du XVIIIe siècle.

### Apogée
L'œuvre du premier poète de cour russe, Siméon de Polotsk (1629-1680) comporte plus de cinquante mille vers syllabiques, en majorité des vers de 13 syllabes, pendants polonais de l'alexandrin, avec une césure après la septième syllabe. La deuxième partie du vers peut comporter une cadence rythmique régulière, de type trochaïque.
À la fin du XVIIe siècle, le poète Karion Istomine (ru)(fin des années 1640-1717) est l'auteur d'une encyclopédie rimée, Polis, dans laquelle il recourt à des vers de 8 syllabes, scindées en deux parties égales.
Antioche Cantemir (1708-1744) est un maître de cette poésie syllabique. Il utilise le plus souvent un vers de 13 syllabes, auquel il donne une plus grande souplesse, avec une césure uniformisée, et une distribution plus cadencée des accents dans le vers, en plaçant par exemple la césure après une syllabe accentuée.

### Portée
La poésie syllabique russe disparaît vers 1740. Elle n'a pas été sans influence sur les formes poétiques qui suivront, au XVIIIe et au début du XVIIIe siècle. Boris Unbegaun considère que c'est à elle que l'on doit « à la fois la façon de lire les vers, la prépondérance des vers à pieds dissyllabiques et un certain choix de rimes ».

#### En français
- Boris Ottokar Unbegaun, La versification russe, Librairie des cinq continents, 1958 ;
- Boris Ottokar Unbegaun, « Les débuts de la versificalion russe et la Comédie d'Artaxerxès », Revue des études slaves, vol. 32, no 1,‎ 1955, p. 32–4 (ISSN 0080-2557, DOI 10.3406/slave.1955.1634, lire en ligne, consulté le 3 février 2019) ;
- Roger Comtet, « La versification russe et ses modèles étrangers », Slavica occitania, Toulouse, no 10,‎ 2000, p. 65-84.

#### En anglais
- (en) Boris Ottokar Unbegaun, Russian Versification, Clarendon Press, 1956 ;
- (en) Bucsela, John, « The Birth of Russian Syllabo-Tonic Versification », The Slavic and East European Journal, vol. 9, no 3,‎ 1965, p. 281–29 (lire en ligne) ;
- (en) Michael Wachtel, The Development of Russian Verse : Meter and Its Meanings, Cambridge University Press, 1998, 323 p. (ISBN 978-0-521-62078-9, lire en ligne)

.